# Renan Bressan
Renan Bardsini Bressan (belarussisch Рэнан Бардзіні Брэсан; * 3. November 1988 in Tubarão) ist ein belarussischer Fußballspieler brasilianischer Herkunft.

## Karriere

### Verein
Bressan begann seine Karriere in seiner Heimatstadt beim brasilianischen Sechstligisten CA Tubarão. Im April 2007 wechselte er nach Belarus zum Erstligisten FK Homel, wo er noch im selben Monat sein Profidebüt gab. Im Januar 2010 wechselte er zum Ligakonkurrenten BATE Baryssau, wo er 2010 und 2011 Torschützenkönig der Liga wurde. Sein Debüt in der Champions League gab er im September 2011. In der Champions League konnte er für Baryssau vier Tore erzielen, auch beim Sieg über den FC Bayern München im Oktober 2012 traf er einmal. Im November 2012 unterschrieb er einen Vertrag in Russland bei Alanija Wladikawkas. Mit Wladikawkas stieg er im Sommer 2013 jedoch in die zweite Liga ab. Im Januar 2014 wechselte er nach Kasachstan zum FK Aqtöbe. Nach weniger als einem Monat bei Aqtöbe löste Bressan am 6. Februar 2014 seinen Vertrag auf und wechselte zum Ligakonkurrenten FK Astana. Im August 2014 wechselte er nach Portugal zum Rio Ave FC.
Zur Saison 2016/17 wechselte er nach Zypern zu APOEL Nikosia.

### Nationalmannschaft
Nachdem Bressan die belarussische Staatsbürgerschaft erhalten hatte, wurde er 2012 erstmals ins Nationalteam berufen und gab im Februar desselben Jahres sein Debüt in einem Testspiel gegen Moldawien. Mit der U-23-Auswahl nahm er 2012 an den Olympischen Spielen teil. Ausgerechnet gegen sein Heimatland Brasilien schoss er sein einziges Tor im Turnier.

## Erfolge

### Mit dem Verein

#### BATE Baryssau
- Wyschejschaja Liha: 2010, 2011, 2012
- Pokal: 2009/10
- Supercup: 2010, 2011

#### FK Astana
- Premjer-Liga: 2014

### Persönliche Erfolge
- Torschützenkönig der Wyschejschaja Liha: 2010, 2011
- Belarussischer Fußballer des Jahres: 2012